# 취리히호
취리히호(독일어: Zürichsee)는 스위스에서 세 번째로 큰 호수이다. 기원전 8000년경 빙하기 때 알프스에서 내려온 산악빙하가 녹아 생긴 것이다. 초승달 모양을 하고 있으며 다양한 관광선 유람코스가 있다.

## 지리
취리히 호수는 글라루스 알프스의 빙하로 인해 상승한 린트강에 의해 형성되었으며, 에셔 운하(1811년 완공)와 린트 운하(1816년 완공)에 의해 발렌 호수로 방향이 바뀌었다. 취리히 호수의 물은 취리히시를 통과하는 북서쪽 끝(케브뤼케 Quaibrücke)에서 호수 밖으로 흐른다. 흘러나가는 물줄기를 리마트강이라고 부른다. 호수 배수 유역의 정점은 해발 3,614m에 이르는 퇴디(Tödi)봉이다.
린트강 외에는 호수로 중요한 하천이 흐르지 않는다. 부분적으로 인공적인 둑길이자 다리인 제담은 라퍼스빌에서 페피콘까지 철도와 도로가 있는 호수의 좁은 지점을 가로지른다. 호수의 동쪽 부분은 오버제(‘위쪽 호수’)로 알려져 있다. 이 댐의 서쪽에는 뤼첼라우(Lützelau)와 우페나우(Ufenau)라는 작은 섬들이 있다. 이곳에서 1523년 울리히 폰 후텐이 피난을 하다가 사망했다. 두 호반은 비옥하여 경작이 잘 된다. 또 다른 관광지로는 베덴스빌과 호르겐 사이의 아우(Au) 마을에 있는 아우 반도이다.
취리히베르크 - 아들리스베르크, 포어히(Forch) 및 파넨슈틸(Pfannenstiel)에 의해 분리된 동쪽에는 두 개의 작은 호수인 그라이펜제(그라이펜 호수)와 페피커제(페피콘 호수)가 있다. 치머베르크와 에첼 지역은 서쪽에 있다.
행정적으로 취리히 호수는 취리히, 장크트갈렌, 슈비츠로 나뉜다. 제담 서쪽에 있는 아래쪽 호수는 주로 취리히주에 있으며, 위쪽 호수는 장크트갈렌주와 슈비츠주 사이에 있다.

## 동결
호수는 다음 해에 얼어붙었다.
- 1223, 1259, 1262
- 1407, 1491
- 1514, 1517, 1573
- 1600, 1660, 1684, 1695
- 1709, 1716, 1718, 1740, 1755, 1763, 1789
- 1830, 1880, 1891, 1895
- 1929, 1963

## 인구와 교통
3개의 인구 및 교통 중심지는 취리히, 페피콘 SZ 및 라퍼스빌이다.
취리히의 케브뤼케(Quaibrücke)와 제담 외에는 호수를 가로지르는 다리가 없다.
취리히제-해운회사(Zürichsee-Schifffahrtsgesellschaft)는 취리히 호수에서 17인승 선박으로 관광 서비스를 제공한다. 여러 여객 페리 서비스가 있으며, 특히 호르겐-마일렌 페리, 호르겐과 마일렌 사이를 오가는 자가용 페리가 있다.

## 호수 인접 도시
호수의 북서쪽 끝에 있는 취리히는 취리히 호수에서 가장 큰 도시이다.
호숫가 서쪽(점차 남쪽 호숫가가 됨)에는 뤼슬리콘, 탈빌, 호르겐, 베덴스빌, 리히터스빌, 페피콘 및 라헨(Lachen)이 있다.
호숫가 반대편에는 퀴스나흐트, 마일렌, 슈테파 및 라퍼스빌-요나가 있으며, 중세 도시인 라퍼스빌(라퍼스빌-요나로 통합됨)이 있고, 그 성에는 폴란드 박물관이 있다. 쉬머리콘(Schmerikon)은 호수의 동쪽 끝에서 가깝고, 조금 더 동쪽으로 가면 우츠나흐(Uznach)의 더 큰 마을이 있다.

## 수질
취리히 호수의 물은 매우 깨끗하며, 여름에는 20°C를 훨씬 넘는 온도에 이른다. 대중목욕탕과 호숫가에서 수영하는 것은 매우 인기가 있다. 호수의 물은 정화되어, 취리히의 수계로 공급되고, 마실 수 있는 물이 된다.

## 취리히제 주변의 선사시대 말뚝 주거지
취리히제 주변의 선사시대 말뚝 주거지는 스위스의  알프스 주변의 선사시대 말뚝 주거지 총 56개 중 11개로 구성되어 있으며, 이 주거지는 슈비츠, 장크트갈렌 및 취리히주의 취리히 호수 주변에 있다.

취리히호 호숫가에 위치한 대표적인 주거지로는 프라이엔바흐-후르덴 로스호른, 프라이엔바흐-후르덴 제펠트, 라퍼스빌-요나/ 홈브레히티콘(Hombrechtikon) -펠트바흐, 라퍼스빌-요나-테히니쿰(Technikum), 에를렌바흐-빈켈, 마일렌(Meilen)-로렌하브(Rorenhaab), 베덴스빌, 취펜리히(Züpenrich) - 아우 하프너와 클라이너 하프너가 있다. 호수가 시간이 지남에 따라 크기가 커졌기 때문에 원래 말뚝은 현재 406m의 수위 아래 약 4m에서 7m 지점에 있었다. 또한 취리히호 주변의 약 40k㎡의 작은 지역에는 정착촌이 있었다. 대표적인 정착촌으로는 그라이펜제의 그라이펜제–슈토렌/빌즈베르크(Wildsberg) 및 페피커제 호숫가의 베치콘–로벤후우젠(Robenhausen)이 있다.
이곳은 유네스코 세계문화유산의 56개 스위스 유적지의 일부일 뿐만 아니라, 이 11개의 선사시대 말뚝 주거지는 스위스 국가 및 지역 중요 문화재 목록에 분류 대상으로 등재되어 있다.

## 갤러리

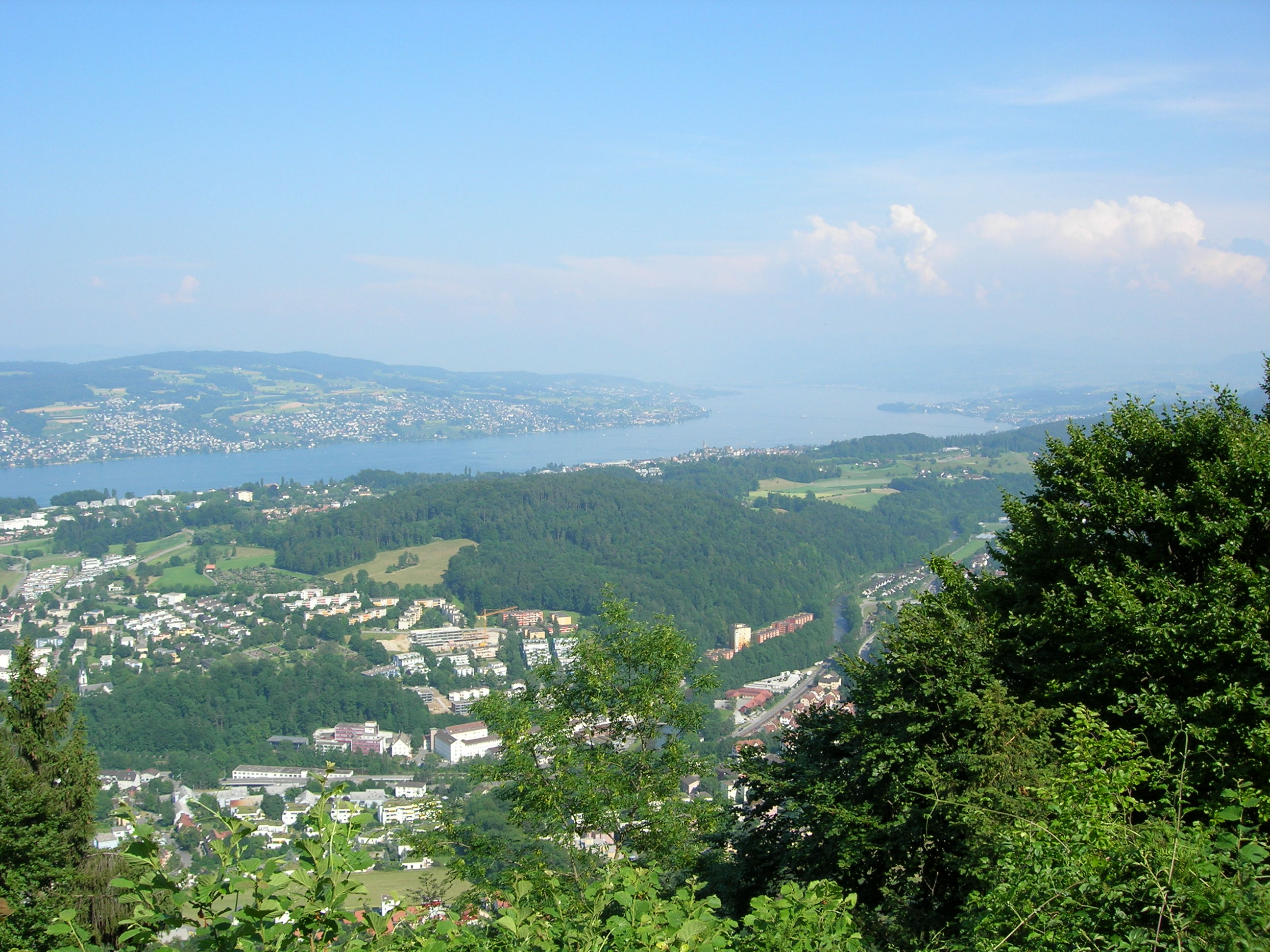
펠젠엑에서 바라다 본 취리호의 동쪽
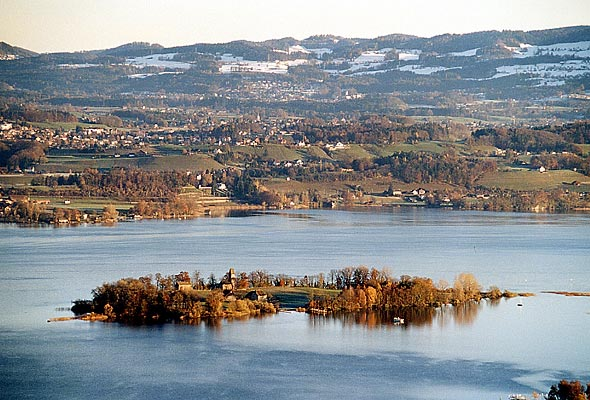
우페나우
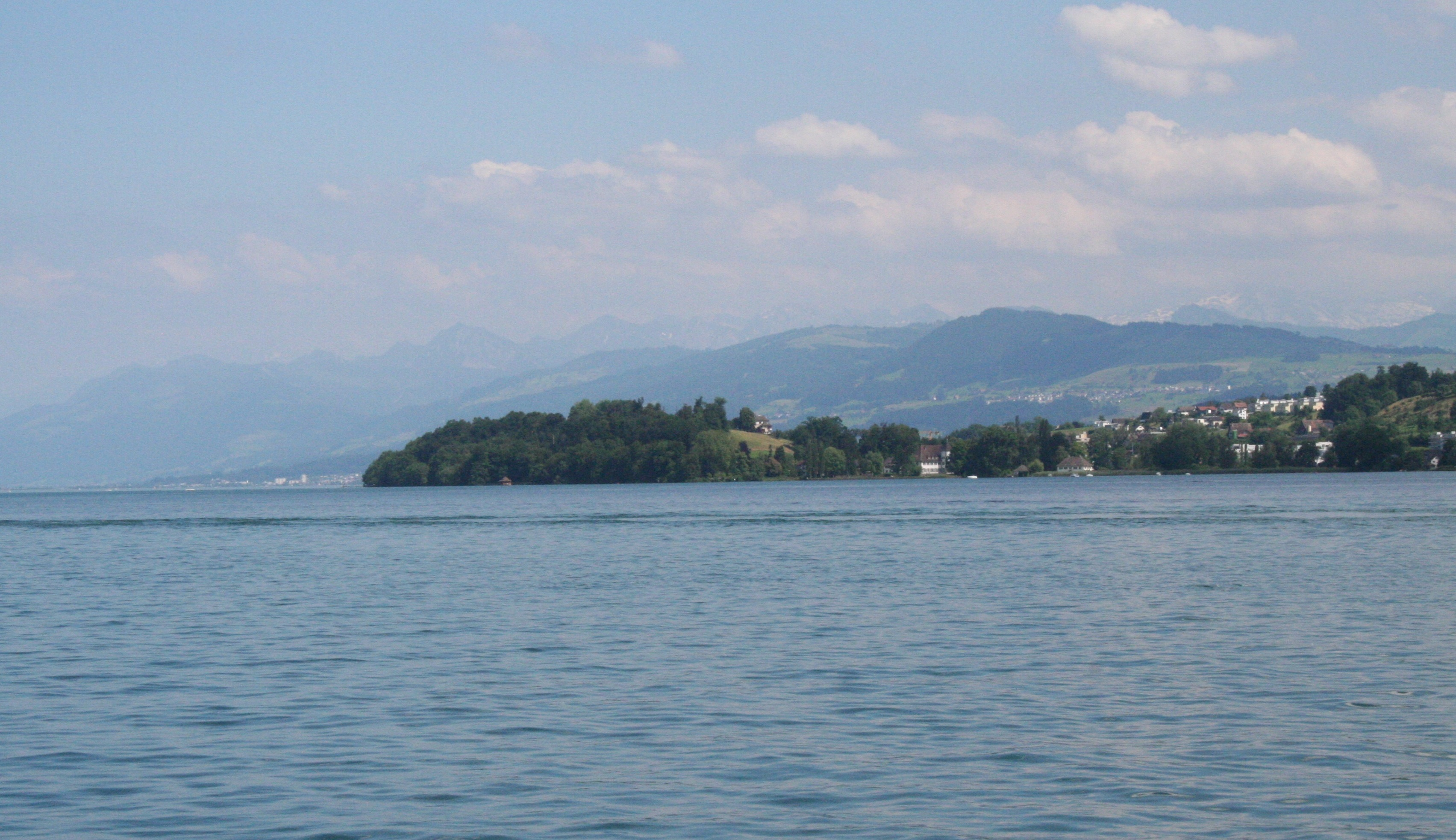
아우 반도
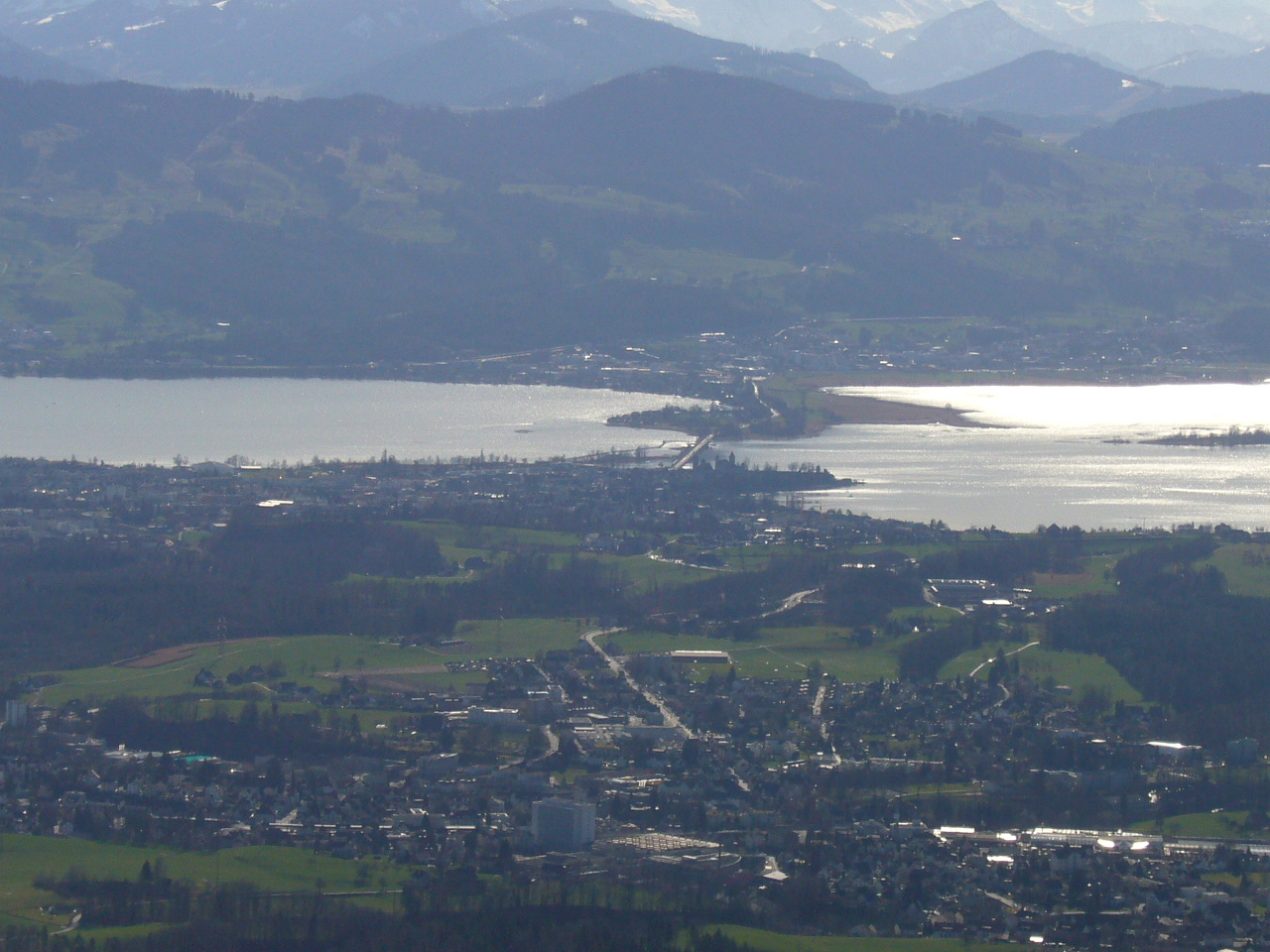
바흐텔 언덕에서 바라다 본 라퍼스빌과 후르덴 사이에 있는 제담
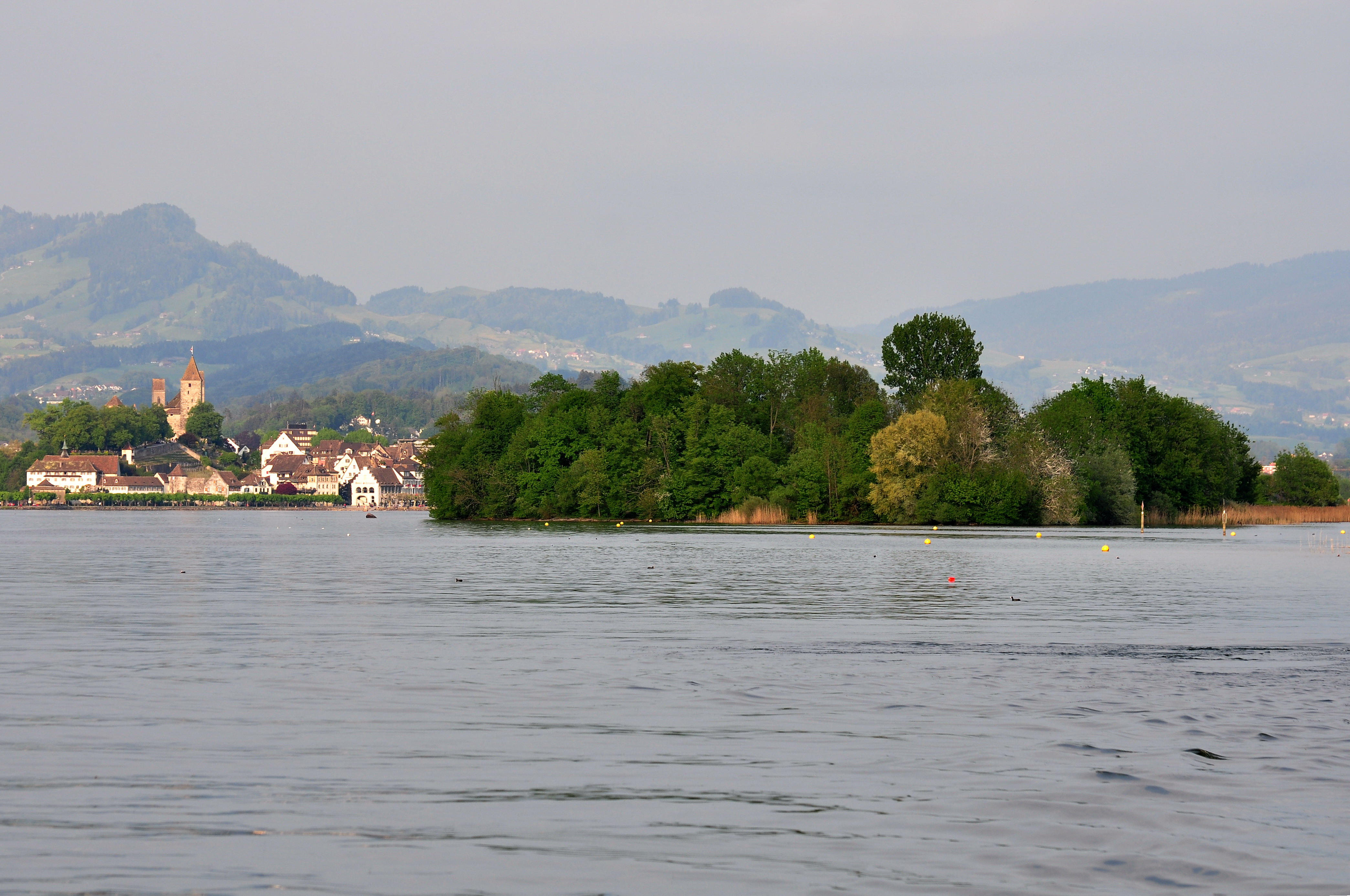
우페나우에서 바라다 본 뤼첼라우와 라퍼스빌
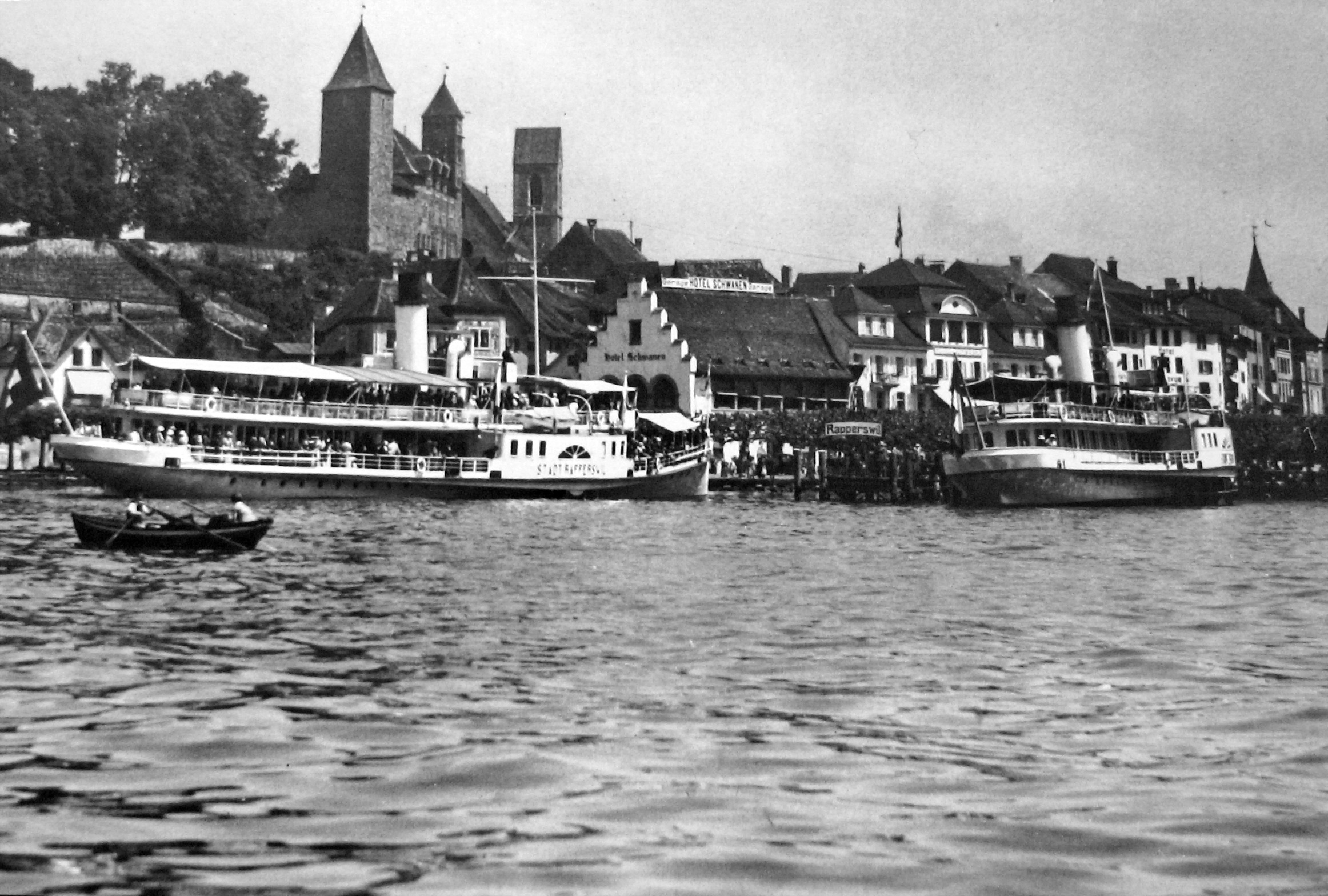
라퍼스빌 항구의 외륜선 라퍼스빌 호(왼쪽)와 취리히 호 (1914)

|  |

## 같이 보기
- 오버제
- 제담

## 참고 문헌
- 이 문서에는 다음커뮤니케이션(현 카카오)에서 GFDL 또는 CC-SA 라이선스로 배포한 글로벌 세계대백과사전의 내용을 기초로 작성된 글이 포함되어 있습니다.

1. ↑  “Prehistoric Pile Dwellings in Switzerland”. Swiss Coordination Group UNESCO Palafittes (palafittes.org). 2014년 10월 7일에 원본 문서에서 보존된 문서. 2014년 12월 7일에 확인함.
2. ↑  “World Heritage”. palafittes.org. 2014년 12월 9일에 원본 문서에서 보존된 문서. 2014년 12월 10일에 확인함.
3. ↑  “A-Objekte KGS-Inventar”. Schweizerische Eidgenossenschaft, Amt für Bevölkerungsschutz. 2009. 2010년 6월 28일에 원본 문서에서 보존된 문서. 2014년 12월 10일에 확인함.